# 7153 Vladzakharov
7153 Vladzakharov eller 1975 XP3 är en asteroid i huvudbältet som upptäcktes den 2 december 1975 av den ryska astronomen Tamara Smirnova vid Krims astrofysiska observatorium på Krim. Den har fått sitt namn efter Vladimir E. Zakharov.
Asteroiden har en diameter på ungefär 7 kilometer.